# Florisuga
A Florisuga a madarak osztályának sarlósfecske-alakúak (Apodiformes) rendjébe és a kolibrifélék (Trochilidae) családjába tartozó nem.

## Rendszerezésük
A nemet Charles Lucien Jules Laurent Bonaparte írta le 1850-ben, az alábbi 2 faj tartozik ide:
- örvös jakobinuskolibri (Florisuga mellivora)
- fekete jakobinuskolibri (Florisuga fusca)

## Előfordulásuk
Mexikó, a Karib-térség, Közép-Amerika és Dél-Amerika területén honosak. Természetes élőhelyei szubtrópusi vagy trópusi síkvidéki és hegyi esőerdők.

## Megjelenésük
Testhosszúsága 11-13 centiméter közötti.